# Culheredo
Culheredo (Culleredo) (AFI: /kuʎeˈɾeðʊ/) é um município da Espanha na província 
da Corunha, 
comunidade autónoma da Galiza, de área 62,3 km² com 
população de 29 982 habitantes (2017) e densidade populacional de 481,25 hab/km².
Neste concelho ácha-se localizado o aeroporto de Alvedro, um dos três aeroportos da Galiza. E esse mesmo nome, Alvedro, era o que recibía o concello antigamente.

## Demografia
A população em 1 de janeiro de 2014 era de 29 434 habitantes, 14 330 homens e 15 104 mulheres, segundo o Instituto Galego de Estatística. (28 227 em 2009, 27 670 em 2008, 26 707 em 2007, 26 547 em 2006, 25 650 em 2005, 24 640 em 2004).
| Variação demográfica do município entre 1991 e 2014 | Variação demográfica do município entre 1991 e 2014 | Variação demográfica do município entre 1991 e 2014 | Variação demográfica do município entre 1991 e 2014 | Variação demográfica do município entre 1991 e 2014 |
| --------------------------------------------------- | --------------------------------------------------- | --------------------------------------------------- | --------------------------------------------------- | --------------------------------------------------- |
| 1991                                                | 1996                                                | 2001                                                | 2004                                                | 2014                                                |
| 14 631                                              | 18 513                                              | 22 348                                              | 24 640                                              | 29 434                                              |

## Política e governo
Desde 1983 o seu alcaide foi Julio Sacristán, quem governou continuamente até o 26 de outubro de 2017, dia em que ele apresentou sua renúncia por motivos pessoais. Foi substituído por José Ramón Rioboo em 7 de novembro de 2017, ambos os políticos membros do PSdeG-PSOE (Federação do PSOE da Galiza).

## Património
- Museu Etnográfico de Culheredo
- Aeroporto de Alvedro
- Torre de Celas de Peiro
- Jardim botânico Ria do Burgo
- Pazo de Vilaboa
- Moinhos de Acea de Ama (Museu dos Moinhos de Acea de Ama)
- Paseo marítimo do Burgo
- Espaço natural protegido do monte Xalo
- Igreja de Santiago do Burgo (século XI)
- Ponte do Burgo (séculos XII-XIII), reconstruida, escenario dum episódio da Guerra da Independência Espanhola.[10]
- Capela de São Cosme de Sésamo (século X)
- Igreja românica de São Estêvão de Culheredo
- Estação de trem de Bregua
- Igreja de Santa Maria de Rutis (antiga) (século XVI)

## Galeria de imagens

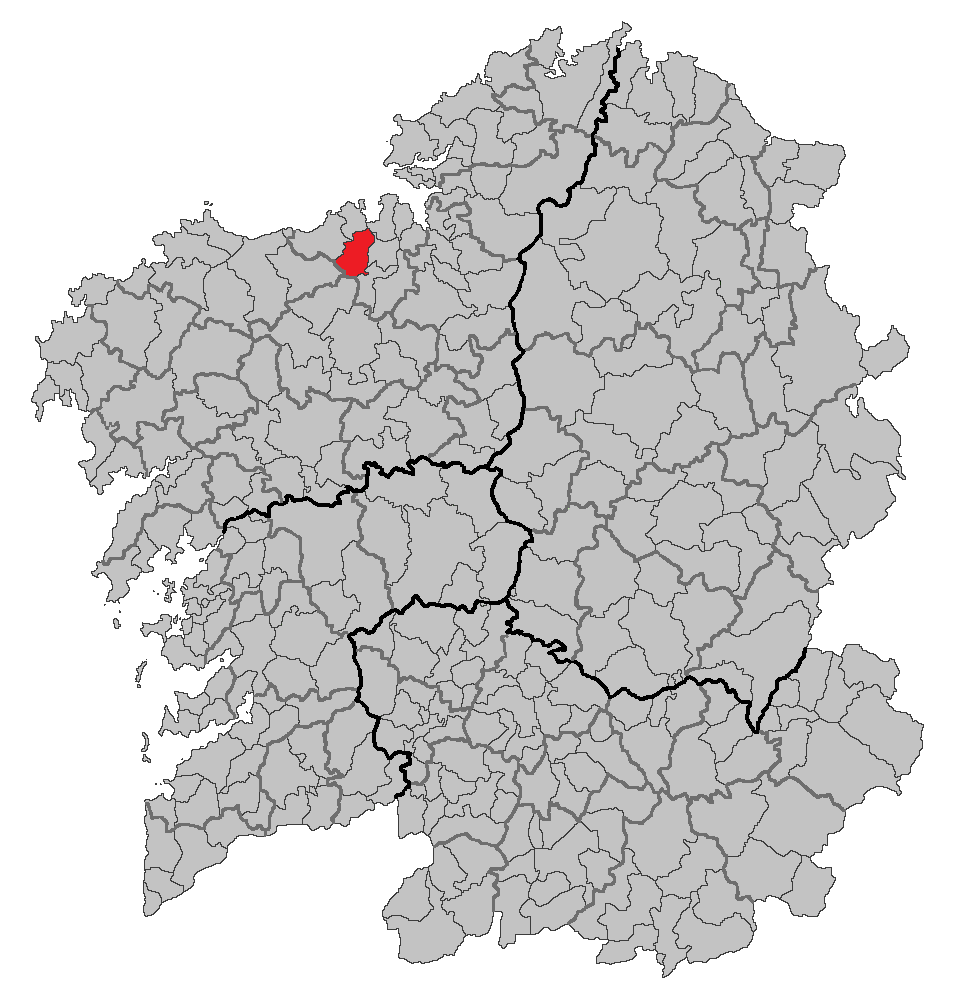
Localização de Culheredo

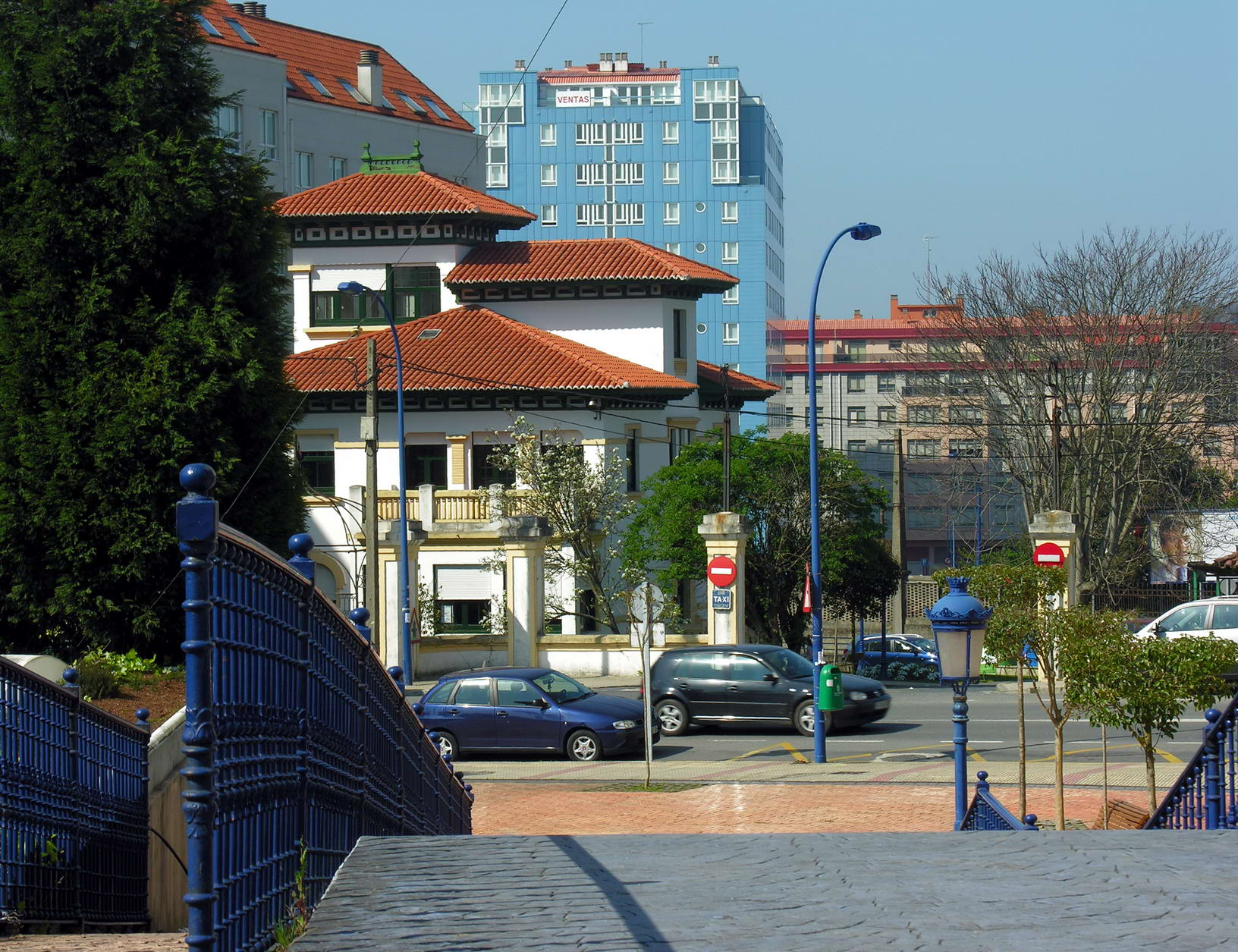
Antigo Conservatório de Música (e, antes, vivenda do director da fábrica Cross)
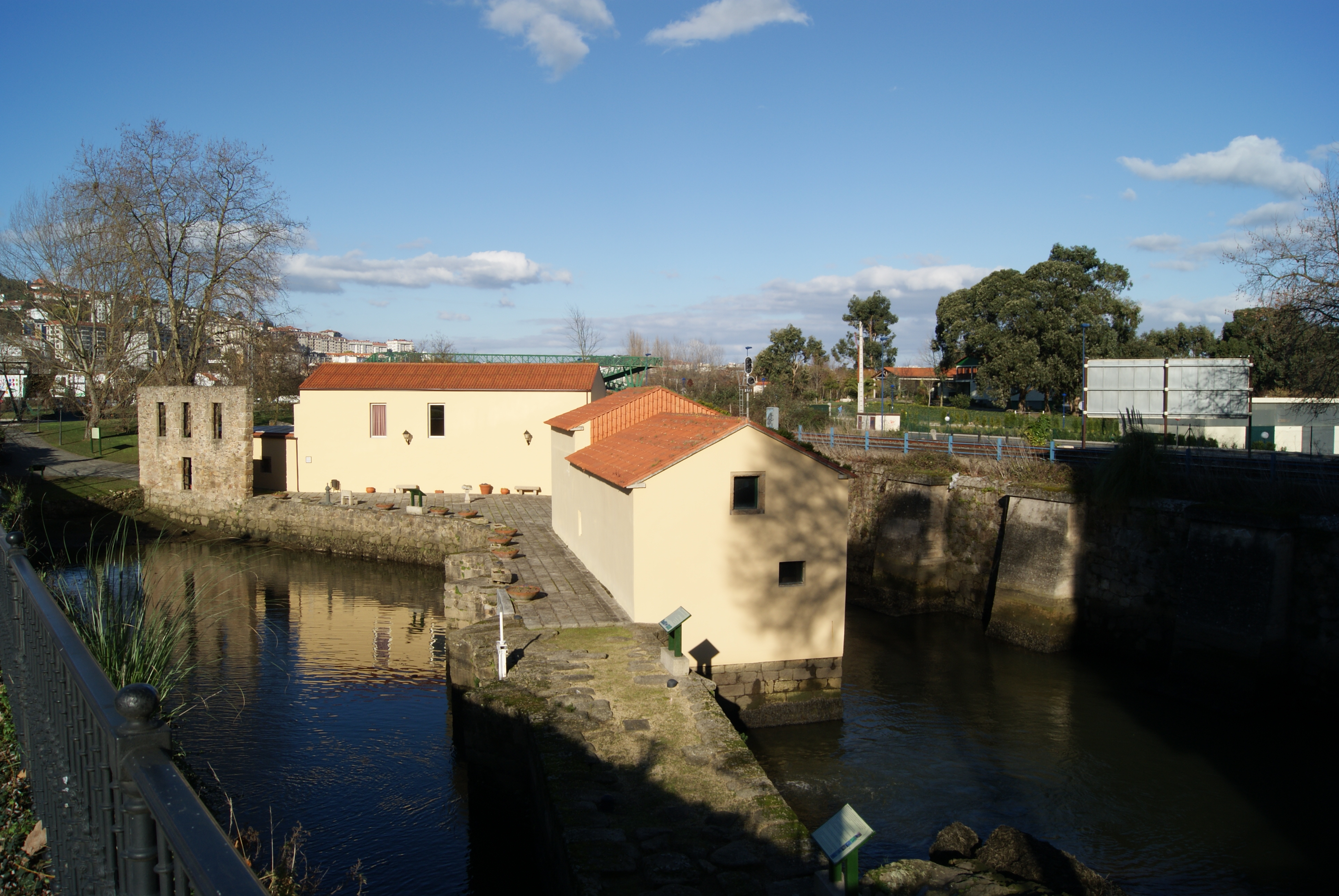
Antigo moinho de maré em Acea de Ama
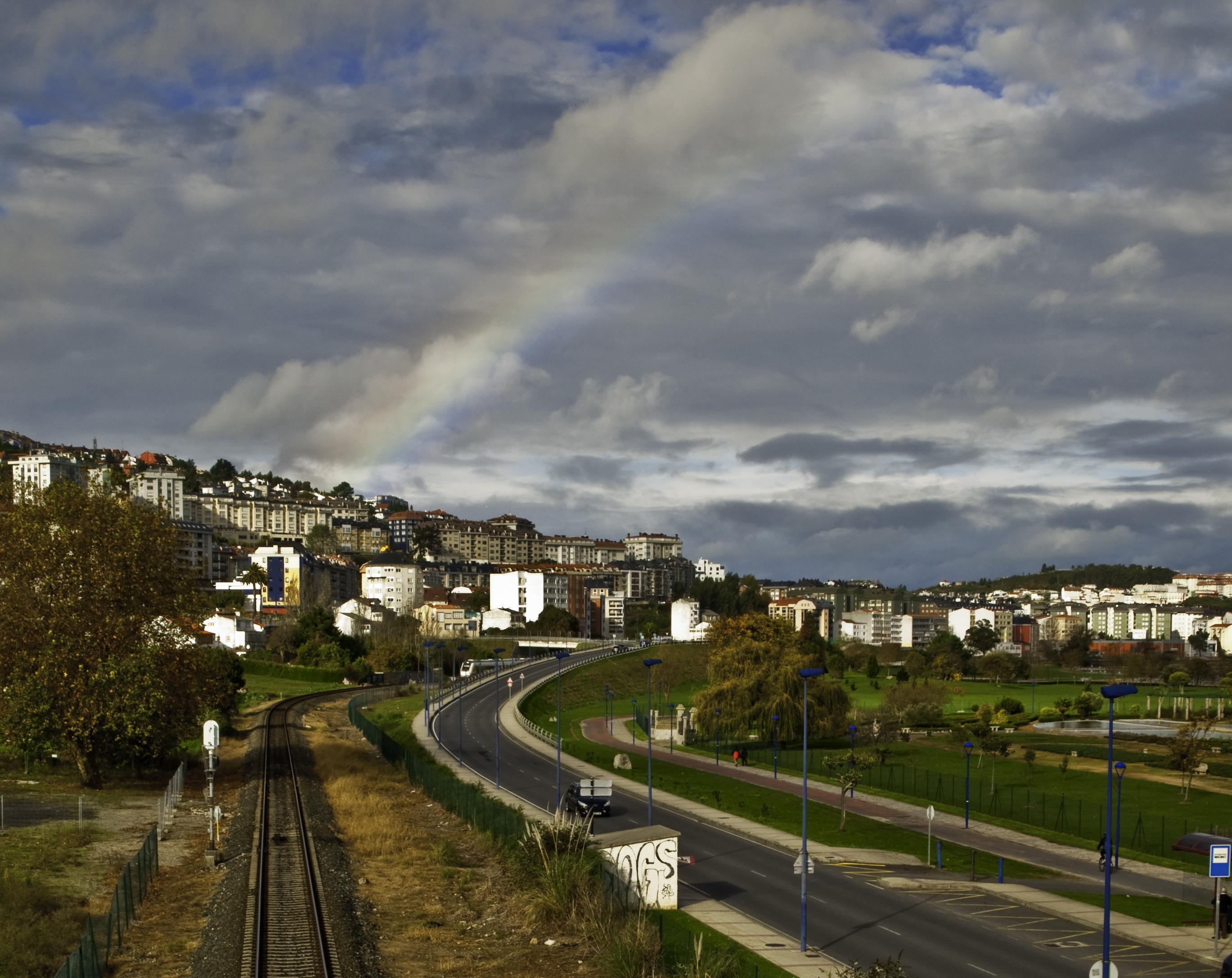
Linha férrea, passeio maritimo e jardim botânico
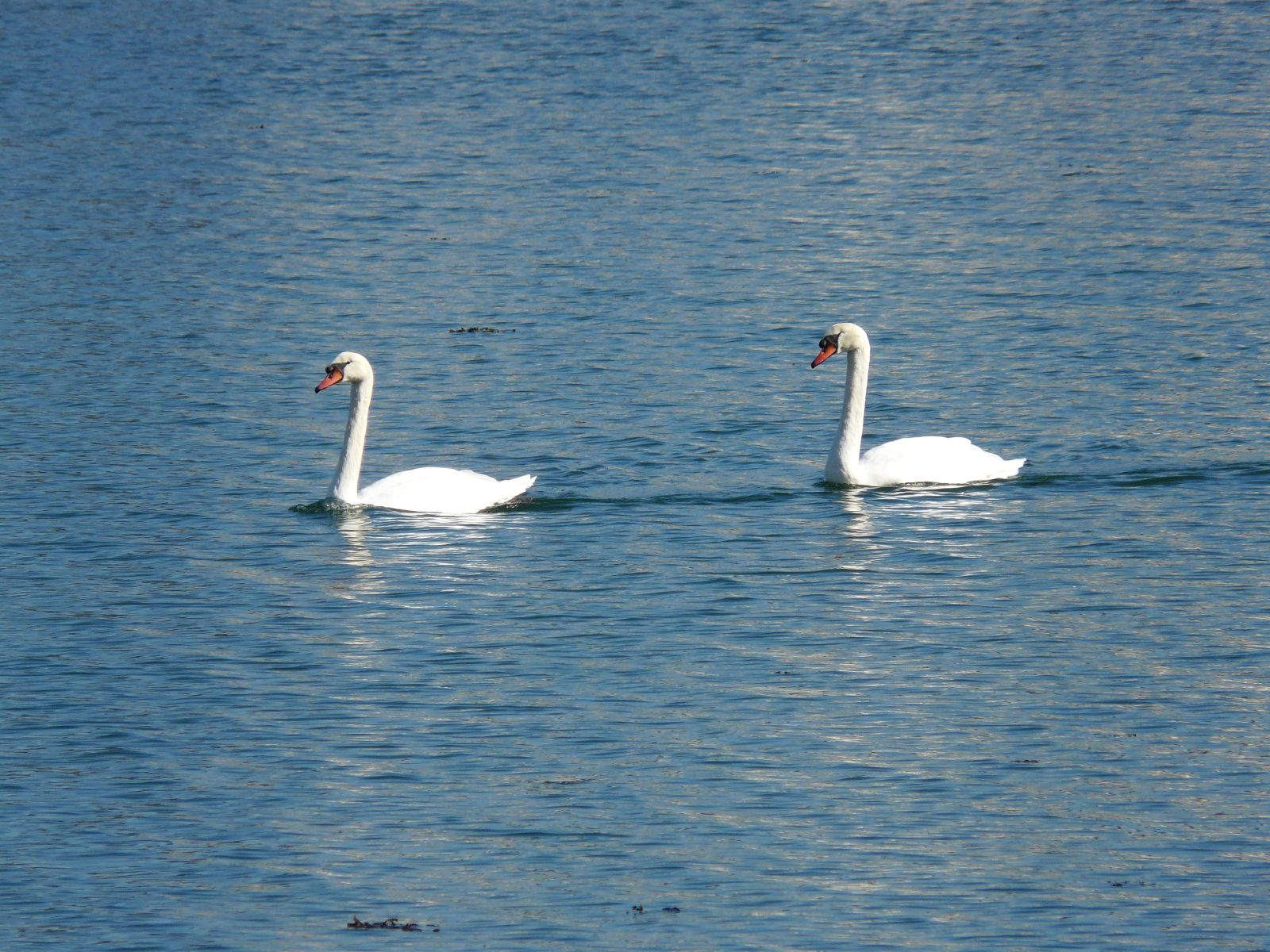
Cisnes na Ria do Burgo

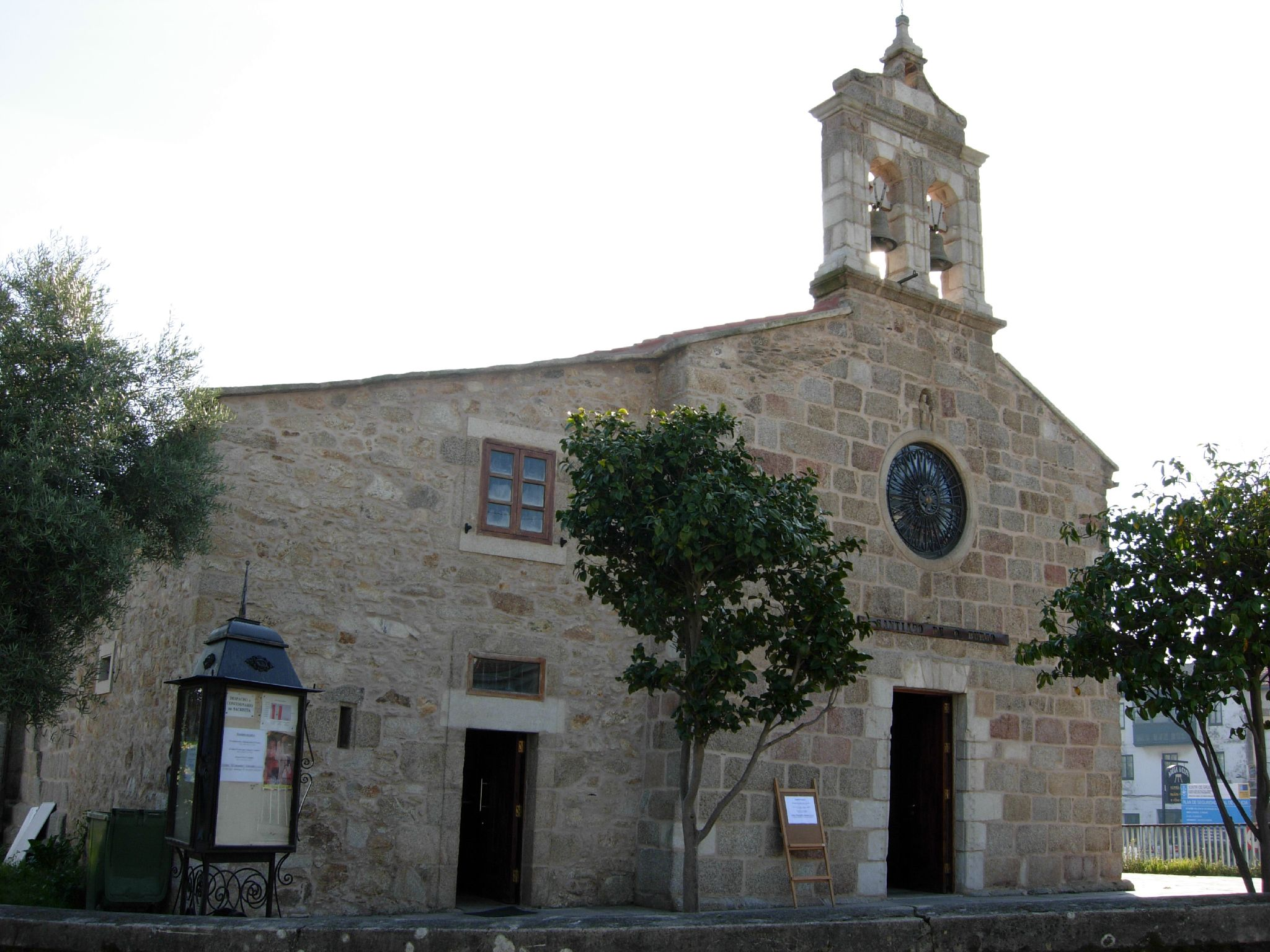
Igreja românica de Santiago do Burgo
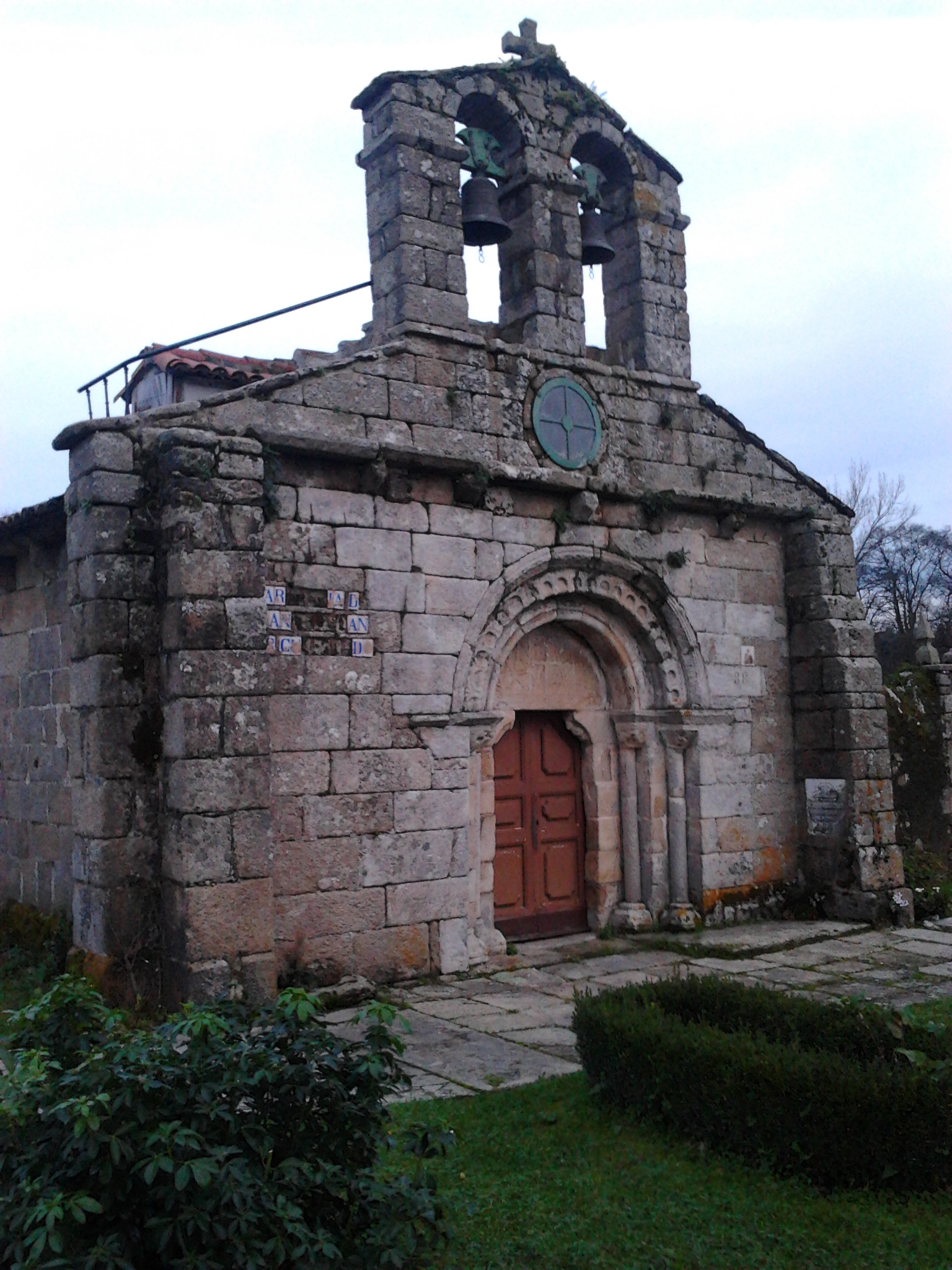
Igreja românica de São Estêvão de Culheredo
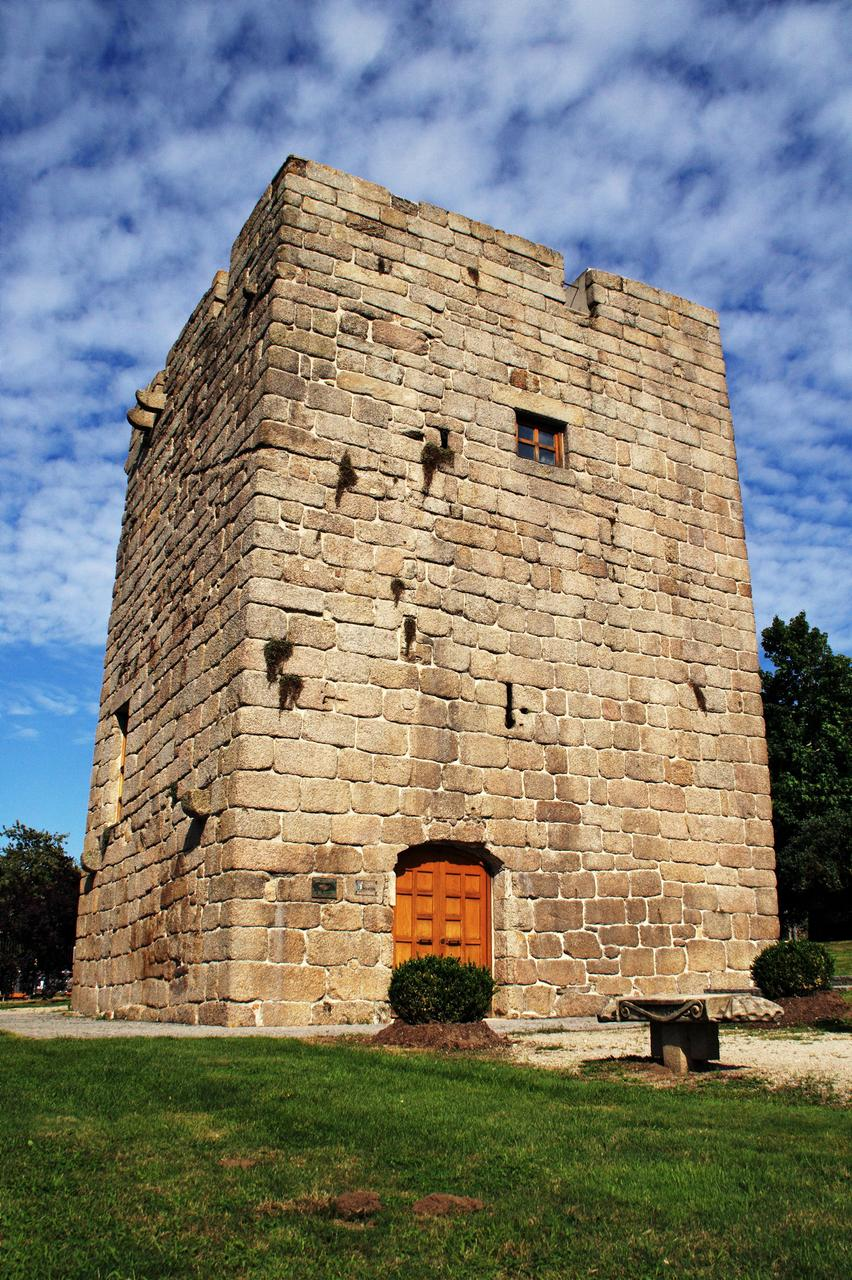
Torre de Celas de Peiro
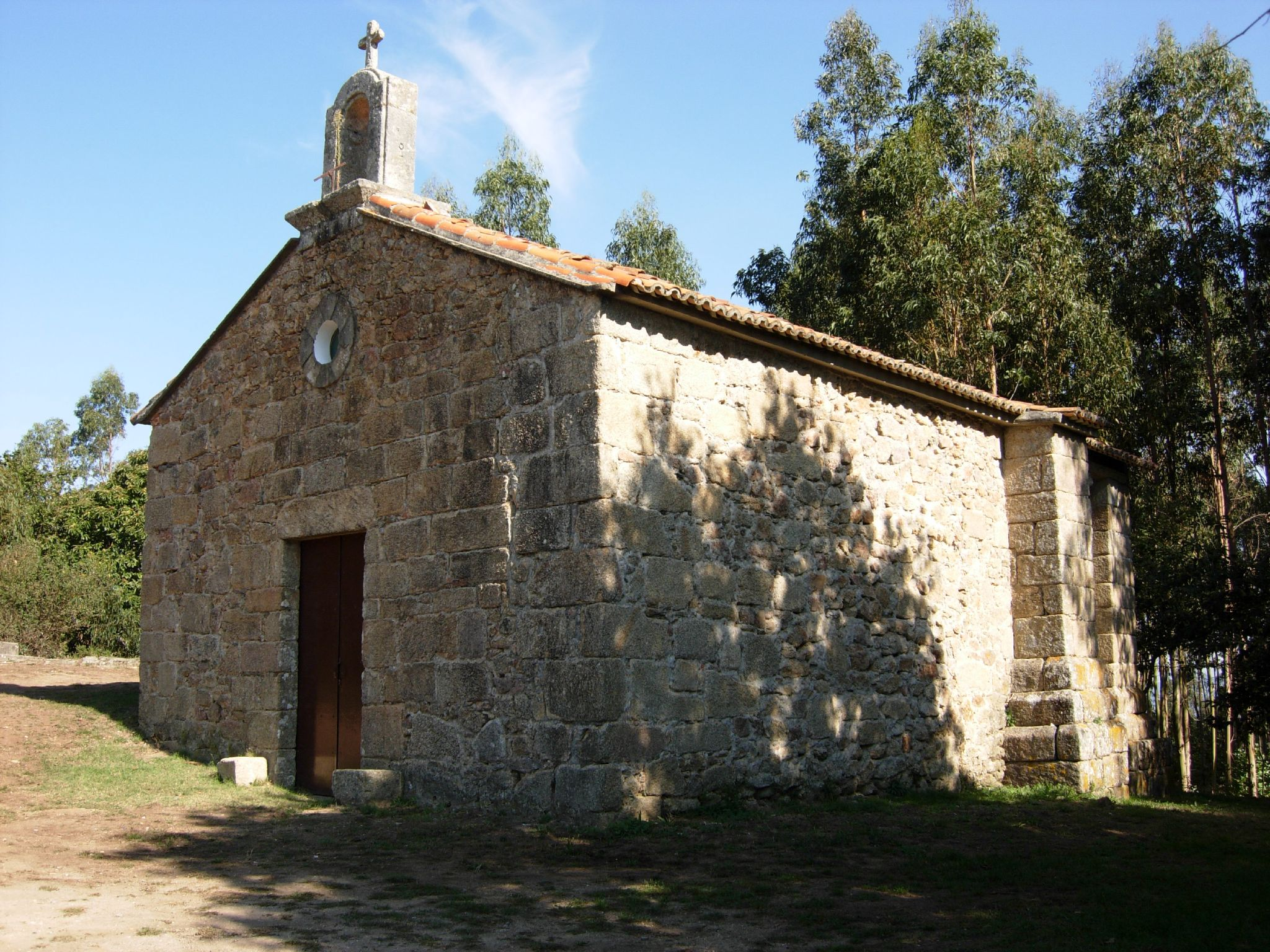
Capela de São Cosme de Sésamo

## Gráfica da evolução da população
| Culheredo. Gráfica da evolução da população.                                 |
| ---------------------------------------------------------------------------- |
|                                                                              |
| División menor: 1.000 habitantes.                                            |
| Fontes: Instituto Nacional de Estadística e Instituto Galego de Estatística. |
| Gráfica elaborada por: Wikipedia.                                            |

Na gráfica póde-se observar claramente o forte aumento da população desde 1970 debido á súa condición de cidade dormitório ligada  á cidade da Corunha. 